# Interlands Cypriotisch voetbalelftal 1970-1979
Deze pagina toont een chronologisch en gedetailleerd overzicht van de interlands die het Cypriotisch voetbalelftal heeft gespeeld in de periode 1970 – 1979.

## Interlands

### 1970
|                                                                            |                       |       |                                                                     |                                                                                |
| 15 november EK 1972 kwalificatie № 22 «onderlinge duels» 14:45 uur (UTC+2) | Cyprus                | 1 – 3 | Sovjet-Unie                                                         | GSP-stadion, Nicosia Toeschouwers: 8.980 Scheidsrechter: Petar Kostovski (YUG) |
| 15 november EK 1972 kwalificatie № 22 «onderlinge duels» 14:45 uur (UTC+2) | Nikos Haralambous 42' |       | 10' Viktor Kolotov 16' Gennadiy Evryuzhikhin 50' Vitali Sjevtsjenko | GSP-stadion, Nicosia Toeschouwers: 8.980 Scheidsrechter: Petar Kostovski (YUG) |

|                                                                        |                       |       |                       |                                                                                              |
| 9 december Vriendschappelijk № 23 «onderlinge duels» 14:45 uur (UTC+2) | Griekenland           | 1 – 1 | Cyprus                | Georgios Karaiskákisstadion, Piraeus Toeschouwers: 9.125 Scheidsrechter: Hristos Mihas (GRE) |
| 9 december Vriendschappelijk № 23 «onderlinge duels» 14:45 uur (UTC+2) | Mimis Papaioannou 56' |       | 35' Andreas Stylianou | Georgios Karaiskákisstadion, Piraeus Toeschouwers: 9.125 Scheidsrechter: Hristos Mihas (GRE) |

### 1971
|                                                                           |        |                                                             |               |                                                                                     |
| 3 februari EK 1972 kwalificatie № 24 «onderlinge duels» 14:45 uur (UTC+2) | Cyprus | 0 – 3                                                       | Noord-Ierland | GSP-stadion, Nicosia Toeschouwers: 8.912 Scheidsrechter: Francesco Francescon (ITA) |
| 3 februari EK 1972 kwalificatie № 24 «onderlinge duels» 14:45 uur (UTC+2) |        | 53' Jimmy Nicholson 55' Derek Dougan 86' (pen.) George Best |               | GSP-stadion, Nicosia Toeschouwers: 8.912 Scheidsrechter: Francesco Francescon (ITA) |

|                                                                         |                                                                                      |       |        |                                                                                  |
| 21 april EK 1972 kwalificatie № 25 «onderlinge duels» 19:45 uur (UTC+1) | Noord-Ierland                                                                        | 5 – 0 | Cyprus | Windsor Park, Belfast Toeschouwers: 19.153 Scheidsrechter: Jacques Colling (LUX) |
| 21 april EK 1972 kwalificatie № 25 «onderlinge duels» 19:45 uur (UTC+1) | Derek Dougan 20' George Best 44' George Best 47' George Best 56' Jimmy Nicholson 85' |       |        | Windsor Park, Belfast Toeschouwers: 19.153 Scheidsrechter: Jacques Colling (LUX) |

|                                                                      |        |                                |        |                                                                                      |
| 9 mei EK 1972 kwalificatie № 26 «onderlinge duels» 16:30 uur (UTC+2) | Spanje | 0 – 2                          | Cyprus | GSP-stadion, Nicosia Toeschouwers: 5.818 Scheidsrechter: Constantin Bărbulescu (ROU) |
| 9 mei EK 1972 kwalificatie № 26 «onderlinge duels» 16:30 uur (UTC+2) |        | 3' Pirri 85' José Luis Violeta |        | GSP-stadion, Nicosia Toeschouwers: 5.818 Scheidsrechter: Constantin Bărbulescu (ROU) |

|                                                                       | |       |                     |                                                                                      |
| 7 juni EK 1972 kwalificatie № 27 «onderlinge duels» 19:30 uur (UTC+3) | Sovjet-Unie | 6 – 1 | Cyprus              | Centraal Leninstadion, Moskou Toeschouwers: 21.159 Scheidsrechter: Erik Beijar (FIN) |
| 7 juni EK 1972 kwalificatie № 27 «onderlinge duels» 19:30 uur (UTC+3) | Vladimir Fedotov 4' Gennadiy Evryuzhikhin 23' Gennadiy Evryuzhikhin 38' Viktor Kolotov 59' Anatoli Banişevski 85' Vladimir Fedotov 86' |       | 75' Stefanis Mihail | Centraal Leninstadion, Moskou Toeschouwers: 21.159 Scheidsrechter: Erik Beijar (FIN) |

|                                                  |        |       |        |                                                   |
| 4 juli Vriendschappelijk № 28 «onderlinge duels» | Zambia | 3 – 0 | Cyprus | Independence Stadium, Lusaka Toeschouwers: 25.000 |
| 4 juli Vriendschappelijk № 28 «onderlinge duels» | ?      |       |        | Independence Stadium, Lusaka Toeschouwers: 25.000 |

|                                                  |        |       |        |                                                     |
| 8 juli Vriendschappelijk № 29 «onderlinge duels» | Zambia | 3 – 0 | Cyprus | Dag Hammarskjöldstadion, Ndola Toeschouwers: 12.000 |
| 8 juli Vriendschappelijk № 29 «onderlinge duels» | ?      |       |        | Dag Hammarskjöldstadion, Ndola Toeschouwers: 12.000 |

|                                                   |        |       |        |                                  |
| 11 juli Vriendschappelijk № 30 «onderlinge duels» | Zambia | 3 – 0 | Cyprus | Livingstone Toeschouwers: 12.000 |
| 11 juli Vriendschappelijk № 30 «onderlinge duels» | ?      |       |        | Livingstone Toeschouwers: 12.000 |

|                                                                            |                                                                                    |       |        |                                                                                           |
| 24 november EK 1972 kwalificatie № 31 «onderlinge duels» 20:00 uur (UTC+1) | Spanje                                                                             | 7 – 0 | Cyprus | Estadio Los Cármenes, Granada Toeschouwers: 19.176 Scheidsrechter: Joe Cassar Naudi (MLT) |
| 24 november EK 1972 kwalificatie № 31 «onderlinge duels» 20:00 uur (UTC+1) | Pirri 9' Quino 12' Quino 24' Pirri 46' (pen.) Aguilar 63' Lora 66' Txetxu Rojo 75' |       |        | Estadio Los Cármenes, Granada Toeschouwers: 19.176 Scheidsrechter: Joe Cassar Naudi (MLT) |

### 1972
|                                                                         |                                                            |       |        |                                                                                 |
| 29 maart WK 1974 kwalificatie № 32 «onderlinge duels» 21:45 uur (UTC+1) | Portugal                                                   | 4 – 0 | Cyprus | Estádio da Luz, Lissabon Toeschouwers: 5.801 Scheidsrechter: Vital Loraux (BEL) |
| 29 maart WK 1974 kwalificatie № 32 «onderlinge duels» 21:45 uur (UTC+1) | Humberto Coelho 7' Nené 17' Artur Jorge 46' Rui Jordão 81' |       |        | Estádio da Luz, Lissabon Toeschouwers: 5.801 Scheidsrechter: Vital Loraux (BEL) |

|                                                                       |        |                 |          |                                                                                  |
| 10 mei WK 1974 kwalificatie № 33 «onderlinge duels» 17:00 uur (UTC+2) | Cyprus | 0 – 1           | Portugal | GSP-stadion, Nicosia Toeschouwers: 7.643 Scheidsrechter: Chevorc Ghemigean (ROU) |
| 10 mei WK 1974 kwalificatie № 33 «onderlinge duels» 17:00 uur (UTC+2) |        | 78' Chico Faria |          | GSP-stadion, Nicosia Toeschouwers: 7.643 Scheidsrechter: Chevorc Ghemigean (ROU) |

|                                                                            |        |                                                                       |           |                                                                                     |
| 19 november WK 1974 kwalificatie № 34 «onderlinge duels» 14:45 uur (UTC+2) | Cyprus | 0 – 4                                                                 | Bulgarije | Tsirionstadion, Limasol Toeschouwers: 5.731 Scheidsrechter: Concetto Lo Bello (ITA) |
| 19 november WK 1974 kwalificatie № 34 «onderlinge duels» 14:45 uur (UTC+2) |        | 2' Atanas Mihaylov 15' Georgi Denev 17' Hristo Bonev 80' Hristo Bonev |           | Tsirionstadion, Limasol Toeschouwers: 5.731 Scheidsrechter: Concetto Lo Bello (ITA) |

### 1973
|                                                                         |        |                                                       |           |                                                                                  |
| 28 januari Vriendschappelijk № 264 «onderlinge duels» 15:00 uur (UTC+2) | Cyprus | 0 – 3                                                 | Bulgarije | Lysistadion, Lysi Toeschouwers: 10.000 Scheidsrechter: Kostakis Xanthoulis (CYP) |
| 28 januari Vriendschappelijk № 264 «onderlinge duels» 15:00 uur (UTC+2) |        | 36' Georgi Denev 46' Atanas Mihaylov 88' Georgi Denev |           | Lysistadion, Lysi Toeschouwers: 10.000 Scheidsrechter: Kostakis Xanthoulis (CYP) |

|                                                                            |                    |       |               |                                                                            |
| 14 februari WK 1974 kwalificatie № 36 «onderlinge duels» 15:15 uur (UTC+2) | Cyprus             | 1 – 0 | Noord-Ierland | GSP-stadion, Nicosia Toeschouwers: 5.328 Scheidsrechter: Aurel Bentu (ROU) |
| 14 februari WK 1974 kwalificatie № 36 «onderlinge duels» 15:15 uur (UTC+2) | Kokos Antoniou 88' |       |               | GSP-stadion, Nicosia Toeschouwers: 5.328 Scheidsrechter: Aurel Bentu (ROU) |

|                                                                      |                                                         |       |        |                                                                                 |
| 8 mei WK 1974 kwalificatie № 37 «onderlinge duels» 19:30 uur (UTC+1) | Noord-Ierland                                           | 3 – 0 | Cyprus | Craven Cottage, Londen Toeschouwers: 6.090 Scheidsrechter: Iorwerth Jones (WAL) |
| 8 mei WK 1974 kwalificatie № 37 «onderlinge duels» 19:30 uur (UTC+1) | Sammy Morgan 4' Trevor Anderson 32' Trevor Anderson 44' |       |        | Craven Cottage, Londen Toeschouwers: 6.090 Scheidsrechter: Iorwerth Jones (WAL) |

|                                                                            |                                  |       |        |                                                                                              |
| 18 november WK 1974 kwalificatie № 38 «onderlinge duels» 16:30 uur (UTC+2) | Bulgarije                        | 2 – 0 | Cyprus | Vasil Levski Nationaal Stadion, Sofia Toeschouwers: 17.400 Scheidsrechter: Ivan Placek (TCH) |
| 18 november WK 1974 kwalificatie № 38 «onderlinge duels» 16:30 uur (UTC+2) | Bozhil Kolev 2' Georgi Denev 66' |       |        | Vasil Levski Nationaal Stadion, Sofia Toeschouwers: 17.400 Scheidsrechter: Ivan Placek (TCH) |

### 1974
|                                                                        |                        |       |                                                                     |                                                                                   |
| 6 februari Vriendschappelijk № 39 «onderlinge duels» 15:30 uur (UTC+2) | Cyprus                 | 1 – 4 | Bulgarije                                                           | Morphoustadion, Güzelyurt Toeschouwers: 8.000 Scheidsrechter: Andreas Lyras (CYP) |
| 6 februari Vriendschappelijk № 39 «onderlinge duels» 15:30 uur (UTC+2) | Haris Kantzilieris 85' |       | 29' Bozhil Kolev 70' Hristo Bonev 86' Hristo Bonev 87' Hristo Bonev | Morphoustadion, Güzelyurt Toeschouwers: 8.000 Scheidsrechter: Andreas Lyras (CYP) |

|                                                                         |                                                                  |       |                             |                                                                                            |
| 15 november Vriendschappelijk № 40 «onderlinge duels» 14:30 uur (UTC+2) | Griekenland                                                      | 3 – 1 | Cyprus                      | Georgios Karaiskákisstadion, Piraeus Toeschouwers: 10.000 Scheidsrechter: Misailidis (GRE) |
| 15 november Vriendschappelijk № 40 «onderlinge duels» 14:30 uur (UTC+2) | Mimis Papaioannou 30' Stavros Sarafis 35' Hristos Terzanidis 89' |       | 22' Pamboullis Papadopoulos | Georgios Karaiskákisstadion, Piraeus Toeschouwers: 10.000 Scheidsrechter: Misailidis (GRE) |

### 1975
|                                                                     |                        |       |                                                          |                                                                                  |
| 1 april Vriendschappelijk № 41 «onderlinge duels» 15:30 uur (UTC+2) | Cyprus                 | 1 – 2 | Griekenland                                              | GSP-stadion, Nicosia Toeschouwers: 12.000 Scheidsrechter: Sotos Afksentiou (CYP) |
| 1 april Vriendschappelijk № 41 «onderlinge duels» 15:30 uur (UTC+2) | Tasos Konstantinou 20' |       | 7' Mihalis Kritikopoulos 35' (pen.) Angelos Anastasiadis | GSP-stadion, Nicosia Toeschouwers: 12.000 Scheidsrechter: Sotos Afksentiou (CYP) |

|                                                                         | |       |        |                                                                                      |
| 16 april EK 1976 kwalificatie № 42 «onderlinge duels» 19:45 uur (UTC+1) | Engeland | 5 – 0 | Cyprus | Wembley Stadium, Londen Toeschouwers: 68.245 Scheidsrechter: Martti Hirviniemi (FIN) |
| 16 april EK 1976 kwalificatie № 42 «onderlinge duels» 19:45 uur (UTC+1) | Malcolm Macdonald 2' Malcolm Macdonald 35' Malcolm Macdonald 48' Malcolm Macdonald 53' Malcolm Macdonald 86' |       |        | Wembley Stadium, Londen Toeschouwers: 68.245 Scheidsrechter: Martti Hirviniemi (FIN) |

|                                                                         |                                                                                     |       |        |                                                                                 |
| 20 april EK 1976 kwalificatie № 43 «onderlinge duels» 17:00 uur (UTC+1) | Tsjecho-Slowakije                                                                   | 4 – 0 | Cyprus | Letenský Stadion, Praag Toeschouwers: 4.994 Scheidsrechter: Heinz Einbeck (DDR) |
| 20 april EK 1976 kwalificatie № 43 «onderlinge duels» 17:00 uur (UTC+1) | Antonín Panenka 10' Antonín Panenka 35' Antonín Panenka 50' (pen.) Marián Masný 78' |       |        | Letenský Stadion, Praag Toeschouwers: 4.994 Scheidsrechter: Heinz Einbeck (DDR) |

|                                                                       |        |                 |          |                                                                                   |
| 11 mei EK 1976 kwalificatie № 44 «onderlinge duels» 17:45 uur (UTC+3) | Cyprus | 0 – 1           | Engeland | Tsirionstadion, Limasol Toeschouwers: 15.708 Scheidsrechter: Tsvetan Stanev (BUL) |
| 11 mei EK 1976 kwalificatie № 44 «onderlinge duels» 17:45 uur (UTC+3) |        | 6' Kevin Keegan |          | Tsirionstadion, Limasol Toeschouwers: 15.708 Scheidsrechter: Tsvetan Stanev (BUL) |

|                                                                       |        |                            |          |                                                                                   |
| 8 juni EK 1976 kwalificatie № 45 «onderlinge duels» 16:45 uur (UTC+3) | Cyprus | 0 – 2                      | Portugal | Tsirionstadion, Limasol Toeschouwers: 8.615 Scheidsrechter: Gheorghe Limona (ROU) |
| 8 juni EK 1976 kwalificatie № 45 «onderlinge duels» 16:45 uur (UTC+3) |        | 25' Nené 89' Mário Moinhos |          | Tsirionstadion, Limasol Toeschouwers: 8.615 Scheidsrechter: Gheorghe Limona (ROU) |

|                                                                         |                   |       |             |                                                                                 |
| 5 november Vriendschappelijk № 46 «onderlinge duels» 14:045 uur (UTC+2) | Cyprus            | 1 – 0 | Griekenland | Tsirionstadion, Limasol Toeschouwers: 4.000 Scheidsrechter: Hermes Reiris (CYP) |
| 5 november Vriendschappelijk № 46 «onderlinge duels» 14:045 uur (UTC+2) | Gregory Savva 15' |       |             | Tsirionstadion, Limasol Toeschouwers: 4.000 Scheidsrechter: Hermes Reiris (CYP) |

|                                                                            |        |                                                        |                   |                                                                                |
| 23 november EK 1976 kwalificatie № 47 «onderlinge duels» 14:30 uur (UTC+2) | Cyprus | 0 – 3                                                  | Tsjecho-Slowakije | Tsirionstadion, Limasol Toeschouwers: 8.636 Scheidsrechter: Sándor Petri (HUN) |
| 23 november EK 1976 kwalificatie № 47 «onderlinge duels» 14:30 uur (UTC+2) |        | 9' Zdeněk Nehoda 27' Přemysl Bičovský 33' Marián Masný |                   | Tsirionstadion, Limasol Toeschouwers: 8.636 Scheidsrechter: Sándor Petri (HUN) |

|                                                                           |                |       |        |                                                                                    |
| 3 december EK 1976 kwalificatie № 48 «onderlinge duels» 21:00 uur (UTC+1) | Portugal       | 1 – 0 | Cyprus | Estádio do Bonfim, Setúbal Toeschouwers: 4.994 Scheidsrechter: Richard Casha (MLT) |
| 3 december EK 1976 kwalificatie № 48 «onderlinge duels» 21:00 uur (UTC+1) | João Alves 20' |       |        | Estádio do Bonfim, Setúbal Toeschouwers: 4.994 Scheidsrechter: Richard Casha (MLT) |

### 1976
|                                                                       |                     |       |                                                                                       |                                                                                |
| 23 mei WK 1978 kwalificatie № 49 «onderlinge duels» 17:00 uur (UTC+3) | Cyprus              | 1 – 5 | Denemarken                                                                            | Tsirionstadion, Limasol Toeschouwers: 5.500 Scheidsrechter: Nikola Dudin (BUL) |
| 23 mei WK 1978 kwalificatie № 49 «onderlinge duels» 17:00 uur (UTC+3) | Stefanis Mihail 12' |       | 14' Allan Simonsen 19' Niels Tune 21' Ole Rasmussen 51' Lars Bastrup 76' Lars Bastrup | Tsirionstadion, Limasol Toeschouwers: 5.500 Scheidsrechter: Nikola Dudin (BUL) |

|                                                                           | |       |        |                                                                                              |
| 27 oktober WK 1978 kwalificatie № 50 «onderlinge duels» 19:00 uur (UTC+1) | Denemarken                                                                                           | 5 – 0 | Cyprus | Københavns Idrætspark, Kopenhagen Toeschouwers: 30.600 Scheidsrechter: Jacques Colling (LUX) |
| 27 oktober WK 1978 kwalificatie № 50 «onderlinge duels» 19:00 uur (UTC+1) | Benny Nielsen 54' Henning Jensen 60' (pen.) Henning Jensen 64' Per Røntved 68' Jørgen Kristensen 75' |       |        | Københavns Idrætspark, Kopenhagen Toeschouwers: 30.600 Scheidsrechter: Jacques Colling (LUX) |

|                                                                           | |       |        |                                                                                           |
| 31 oktober WK 1978 kwalificatie № 51 «onderlinge duels» 12:00 uur (UTC+1) | Polen | 5 – 0 | Cyprus | Stadion Dziesięciolecia, Warschau Toeschouwers: 50.000 Scheidsrechter: György Müncz (HUN) |
| 31 oktober WK 1978 kwalificatie № 51 «onderlinge duels» 12:00 uur (UTC+1) | Kazimierz Deyna 24' (pen.) Andrzej Szarmach 25' Kazimierz Deyna 40' Zbigniew Boniek 58' Stanisław Terlecki 77' |       |        | Stadion Dziesięciolecia, Warschau Toeschouwers: 50.000 Scheidsrechter: György Müncz (HUN) |

|                                                                           |                              |       |                               |                                                                                     |
| 5 december WK 1978 kwalificatie № 52 «onderlinge duels» 14:30 uur (UTC+2) | Cyprus                       | 1 – 2 | Portugal                      | Tsirionstadion, Limasol Toeschouwers: 13.000 Scheidsrechter: Constantin Ghiţă (ROU) |
| 5 december WK 1978 kwalificatie № 52 «onderlinge duels» 14:30 uur (UTC+2) | Stavros Stylianou 74' (pen.) |       | 36' Fernando Chalana 76' Nené | Tsirionstadion, Limasol Toeschouwers: 13.000 Scheidsrechter: Constantin Ghiţă (ROU) |

### 1977
|                                                                        |                   |       |                                   |                                                                                 |
| 30 januari Vriendschappelijk № 53 «onderlinge duels» 15:00 uur (UTC+2) | Cyprus            | 1 – 2 | Bulgarije                         | GSP-stadion, Nicosia Toeschouwers: 4.000 Scheidsrechter: Sotos Afksentiou (CYP) |
| 30 januari Vriendschappelijk № 53 «onderlinge duels» 15:00 uur (UTC+2) | Gregory Savva 19' |       | 59' Pavel Panov 65' Kiril Milanov | GSP-stadion, Nicosia Toeschouwers: 4.000 Scheidsrechter: Sotos Afksentiou (CYP) |

|                                                                       |                    |       |                                                                |                                                                                      |
| 15 mei WK 1978 kwalificatie № 54 «onderlinge duels» 17:30 uur (UTC+1) | Cyprus             | 1 – 3 | Polen                                                          | Tsirionstadion, Limasol Toeschouwers: 12.000 Scheidsrechter: Menahem Ashkenazi (ISR) |
| 15 mei WK 1978 kwalificatie № 54 «onderlinge duels» 17:30 uur (UTC+1) | Takis Antoniou 14' |       | 28' Grzegorz Lato 40' Stanisław Terlecki 82' Włodzimierz Mazur | Tsirionstadion, Limasol Toeschouwers: 12.000 Scheidsrechter: Menahem Ashkenazi (ISR) |

|                                                                          |                                                                          |       |        |                                                                                  |
| 16 november WK 1978 kwalificatie № 55 «onderlinge duels» 21:30 uur (UTC) | Portugal                                                                 | 4 – 0 | Cyprus | Estádio de São Luís, Faro Toeschouwers: 7.337 Scheidsrechter: Michal Jursa (TCH) |
| 16 november WK 1978 kwalificatie № 55 «onderlinge duels» 21:30 uur (UTC) | Seninho 8' Fernando Chalana 16' Francisco Vital 72' Manuel Fernandes 83' |       |        | Estádio de São Luís, Faro Toeschouwers: 7.337 Scheidsrechter: Michal Jursa (TCH) |

### 1978
|                                                                        |        |                                             |             |                                                                                       |
| 11 januari Vriendschappelijk № 56 «onderlinge duels» 14:30 uur (UTC+2) | Cyprus | 0 – 2                                       | Griekenland | GSP-stadion, Nicosia Toeschouwers: 2.620 Scheidsrechter: Stefanos Hatzistefanou (CYP) |
| 11 januari Vriendschappelijk № 56 «onderlinge duels» 14:30 uur (UTC+2) |        | 21' Giorgos Delikaris 34' Spyros Livathinos |             | GSP-stadion, Nicosia Toeschouwers: 2.620 Scheidsrechter: Stefanos Hatzistefanou (CYP) |

|                                                                         |                                            |       |               |                                                                                  |
| 16 november Vriendschappelijk № 57 «onderlinge duels» 19:00 uur (UTC+2) | Cyprus                                     | 2 – 2 | Saoedi-Arabië | Makariostadion, Nicosia Toeschouwers: 200 Scheidsrechter: Theodosis Aspris (CYP) |
| 16 november Vriendschappelijk № 57 «onderlinge duels» 19:00 uur (UTC+2) | Stefanos Lysandrou 56' Dimitris Koudas 90' |       | ?             | Makariostadion, Nicosia Toeschouwers: 200 Scheidsrechter: Theodosis Aspris (CYP) |

|                                                                            |                                                                               |       |        |                                                                                         |
| 13 december EK 1980 kwalificatie № 58 «onderlinge duels» 20:30 uur (UTC+1) | Spanje                                                                        | 5 – 0 | Cyprus | Estadio El Helmántico, Salamanca Toeschouwers: 14.974 Scheidsrechter: Paul Bonett (MLT) |
| 13 december EK 1980 kwalificatie № 58 «onderlinge duels» 20:30 uur (UTC+1) | Asensi 8' Vicente del Bosque 19' Santillana 52' Rubén Cano 66' Santillana 77' |       |        | Estadio El Helmántico, Salamanca Toeschouwers: 14.974 Scheidsrechter: Paul Bonett (MLT) |

### 1979
|                                                                        |        |                                                               |             |                                                                                |
| 1 april EK 1980 kwalificatie № 59 «onderlinge duels» 16:00 uur (UTC+3) | Cyprus | 0 – 3                                                         | Joegoslavië | Makariostadion, Nicosia Toeschouwers: 3.788 Scheidsrechter: László Pádár (HUN) |
| 1 april EK 1980 kwalificatie № 59 «onderlinge duels» 16:00 uur (UTC+3) |        | 40' Zlatko Vujović 49' Zlatko Vujović 87' (pen.) Ivica Šurjak |             | Makariostadion, Nicosia Toeschouwers: 3.788 Scheidsrechter: László Pádár (HUN) |

|                                                                       |                    |       |                    |                                                                                    |
| 13 mei EK 1980 kwalificatie № 60 «onderlinge duels» 16:30 uur (UTC+3) | Cyprus             | 1 – 1 | Roemenië           | Tsirionstadion, Limasol Toeschouwers: 6.488 Scheidsrechter: Dimitar Parmakov (BUL) |
| 13 mei EK 1980 kwalificatie № 60 «onderlinge duels» 16:30 uur (UTC+3) | Sotiris Kaiafas 4' |       | 30' Ionel Augustin | Tsirionstadion, Limasol Toeschouwers: 6.488 Scheidsrechter: Dimitar Parmakov (BUL) |

|                                                                            |                                                                                                  |       |        |                                                                                       |
| 14 november EK 1980 kwalificatie № 61 «onderlinge duels» 15:30 uur (UTC+1) | Joegoslavië                                                                                      | 5 – 0 | Cyprus | Stadion Vojvodine, Novi Sad Toeschouwers: 14.134 Scheidsrechter: Yordan Zhezhov (BUL) |
| 14 november EK 1980 kwalificatie № 61 «onderlinge duels» 15:30 uur (UTC+1) | Zlatko Kranjčar 32' Zlatko Kranjčar 50' Zlatko Vujović 60' Vladimir Petrović 75' Dušan Savić 87' |       |        | Stadion Vojvodine, Novi Sad Toeschouwers: 14.134 Scheidsrechter: Yordan Zhezhov (BUL) |

|                                                                            |                                           |       |        |                                                                                  |
| 18 november EK 1980 kwalificatie № 62 «onderlinge duels» 14:00 uur (UTC+2) | Roemenië                                  | 2 – 0 | Cyprus | Dinamostadion, Boekarest Toeschouwers: 3.000 Scheidsrechter: Dušan Krchňák (TCH) |
| 18 november EK 1980 kwalificatie № 62 «onderlinge duels» 14:00 uur (UTC+2) | Gheorghe Mulţescu 42' Marcel Răducanu 75' |       |        | Dinamostadion, Boekarest Toeschouwers: 3.000 Scheidsrechter: Dušan Krchňák (TCH) |

|                                                                           |                     |       |                                            |                                                                               |
| 9 december EK 1980 kwalificatie № 63 «onderlinge duels» 14:00 uur (UTC+2) | Cyprus              | 1 – 3 | Spanje                                     | Tsirionstadion, Limasol Toeschouwers: 9.128 Scheidsrechter: Josef Bucek (AUT) |
| 9 december EK 1980 kwalificatie № 63 «onderlinge duels» 14:00 uur (UTC+2) | Foivos Vrahimis 69' |       | 5' Villar 41' Santillana 89' Enrique Saura | Tsirionstadion, Limasol Toeschouwers: 9.128 Scheidsrechter: Josef Bucek (AUT) |

CONMEBOL: Colombia · Ecuador

UEFA: Albanië · België · Bulgarije · Cyprus · Denemarken · West-Duitsland · Duitse Democratische Republiek · Engeland · Finland · Frankrijk · Griekenland · Hongarije · IJsland · Ierland · Italië · Joegoslavië · Luxemburg · Malta · Nederland · Noord-Ierland · Noorwegen · Oostenrijk · Polen · Portugal · Roemenië · Schotland ·  Sovjet-Unie ·  Spanje · Tsjecho-Slowakije · Turkije · Wales ·  Zweden · Zwitserland

CAF: Madagaskar AFC: Israël

KOP · A-internationals · Bondscoaches · Statistieken · Cypriotisch vrouwenelftal · Cyprus U21 · Cyprus U20 · Cyprus U19 · Cyprus U18 · Cyprus U17 · Cyprus U16
1960 – 1969 · 
1970 – 1979 · 
1980 – 1989 · 
1990 – 1999 · 
2000 – 2009 · 
2010 – 2019 ·
2020 − 2029
1960 · 
1961 · 
1962 · 
1963 · 
1964 · 
1965 · 
1966 · 
1967 · 
1968 · 
1969 · 
1970 · 
1971 · 
1972 · 
1973 · 
1974 · 
1975 · 
1976 · 
1977 · 
1978 · 
1979 · 
1980 · 
1981 · 
1982 · 
1983 · 
1984 · 
1985 · 
1986 · 
1987 · 
1988 · 
1989 · 
1990 · 
1991 · 
1992 · 
1993 · 
1994 · 
1995 · 
1996 · 
1997 · 
1998 · 
1999 · 
2000 · 
2001 · 
2002 · 
2003 · 
2004 · 
2005 · 
2006 · 
2007 · 
2008 · 
2009 · 
2010 · 
2011 · 
2012 · 
2013 ·
2014 ·
2015 ·
2016 ·
2017 ·
2018 ·
2019 ·
2020 ·
2021 ·
2022
Albanië ·
Andorra ·
Armenië ·
Azerbeidzjan ·
België ·
Bosnië en Herzegovina ·
Bulgarije ·
Canada ·
Denemarken ·
Duitsland ·
Engeland ·
Estland ·
Faeröer ·
Finland ·
Frankrijk ·
Georgië ·
Gibraltar · 
Griekenland ·
Hongarije ·
Ierland ·
IJsland ·
Irak ·
Iran ·
Israël ·
Italië ·
Japan ·
Joegoslavië ·
Jordanië ·
Kazachstan ·
Koeweit ·
Kosovo ·
Kroatië ·
Letland ·
Libanon ·
Litouwen ·
Luxemburg ·
Malta ·
Moldavië ·
Montenegro ·
Nederland ·
Noord-Ierland ·
Noord-Macedonië ·
Noorwegen ·
Oekraïne ·
Oostenrijk ·
Polen ·
Portugal ·
Roemenië ·
Rusland ·
San Marino ·
Saoedi-Arabië ·
Schotland ·
Servië ·
Slovenië ·
Slowakije ·
Sovjet-Unie ·
Spanje ·
Syrië ·
Tsjechië ·
Tsjecho-Slowakije ·
Wales ·
Wit-Rusland ·
Zweden ·
Zwitserland